# Stance Punks
Stance Punks es una banda de Punk Rock japonesa formada en Tokio en 1998.
La banda ganó fama a finales de los años 90 y principios de los 2000s a través de sus actuaciones rebeldes y poco convencionales en escenarios como el ya extinto Shimokitazawa Yaneura (Tokio), se les considera Seishun Punk (Punk Juvenil) e impulsores de la tercera oleada del Punk japonés. Tienen un fuerte sonido Punk Rock fusionado en ocasiones con tendencias melódicas.
El nombre de Stance Punks se difundió en el extranjero cuando en el año 2003 se usó su canción "Mayonaka Shounen Totsugeki Dan" como tema final de la película "Battle Royale II: Réquiem", en ese mismo año se utilizó la canción "Zassō no Hana" como apertura del dorama "Kantadesu~tsu" .
Su canción "No Boy, No Cry" se utilizó en 2005 como opening para el anime "Naruto" y la canción "I Wanna Be" fue utilizada en 2008 como ending del anime "Soul Eater".

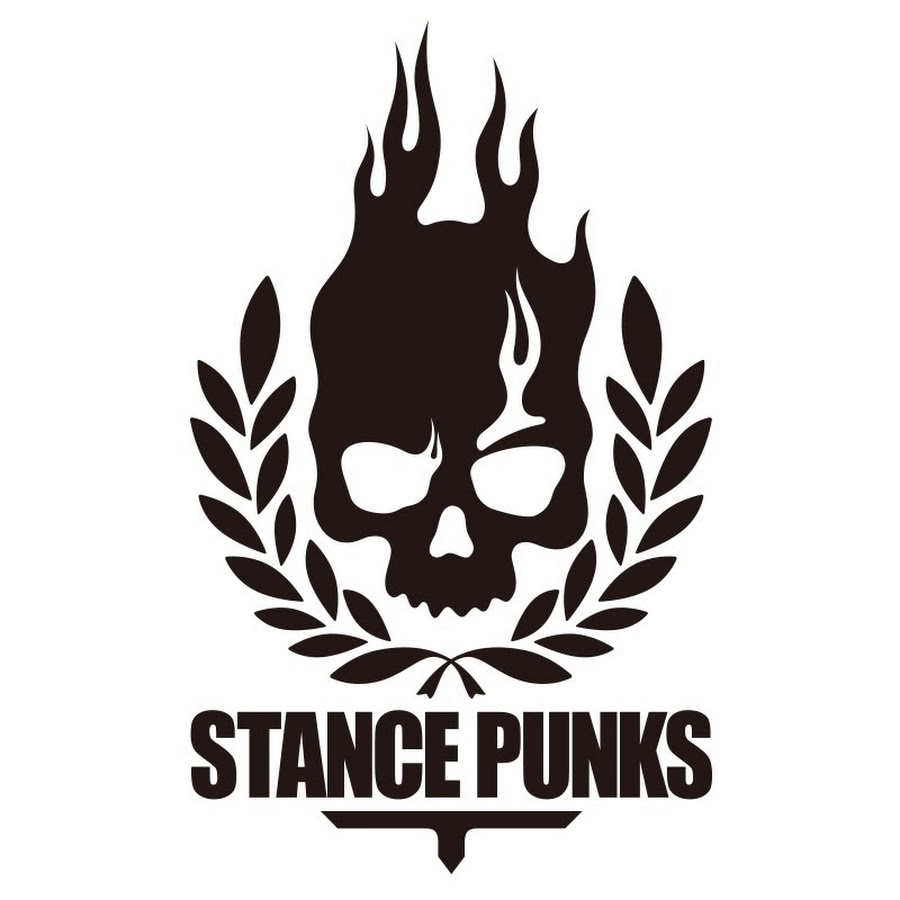
Logo de Stance Punks

A partir de 2005, la banda firmó con la discografica de Sony Epic llamada "Kowalski Records", bajo la cual se lanzó el sencillo "Mony Mony Mony".
En 2006 hicieron una pequeña gira por Estados Unidos. Algunos indican que existirían similitudes entre Stance Punks y The Blue Hearts, banda japonesa de mediados de la década de 1980; al respecto, Stance Punks toca el mítico tema "Linda Linda Linda" de esta agrupación en Onemann Live 5.4, y que luego fue publicado en un disco tributo de agosto de 2002. Actualmente llevan más de veinticinco años en activo.
-El 3 de enero de 2021 la banda anuncia la marcha de Katsuda Kinya; guitarrista y miembro fundador de Stance Punks con una gira de despedida.
-En 2025 se estrena en cines de Tokio, Osaka y Nagoya el documental de Stance Punks; "Subete No Wakaki Kuso Yarou Domo He" (Con el mismo nombre que una de sus canciones más emblemáticas) financiado por Crowfunding de recaudación de los fans, y dirigido por Kenta Fukasaku (Director de la película Battle Royale II) que hace un recorrido a lo largo de los más de veinticinco años de actividad de la banda. 

## Álbumes
- 2000·05·04 Shimokitazawa Yaneura (18.08.2000). (LIVE)
- Stance Punks (26.10.2001). (1.er Mini-Álbum)
- Stance Punks (20.12.2002). (1.er Álbum)
- Let It Roll (07.07.2004). (2.º Álbum)
- HOWLING IDOL ~Shinenakatta Yarou Dengeki ~ (20.07.2005). (3.er Álbum)
- BUBBLEGUM VIKING (15.11.2006). (4.º Álbum)
- BOMP! BOMP! BOMP! (05.03.2008). (2.º Mini-Álbum)
- Peace & Destroy (10.12.2008). (5.º Álbum)
- The World Is Mine (03.02.2010). (6.º Álbum)
- Stance Punks Mania 1998-2012 (05.06.2013). (Best Álbum)
- P.I.N.S (04.11.2015). (7.º Álbum)
- Aoban Akaban (14.11.2018). (8.º Álbum)
- changes (04.09.2022). (9.º Álbum)
- Stance Punks Mania 2 2010-2023 (13.08.2023). (Best Álbum)
- Cokes (25.09.2024). (10.º Álbum)

### Sencillos
- Kusottare Kaihou Ku (10.04.2002). (1.er sencillo)
- Saitei Saikou 999 / Zassou no Hana (11.06.2003). (2.º sencillo)
- Lost Boys March (05.05.2004).(3.er sencillo)
- 19roll (09.06.2004). (4.º sencillo)
- MONY MONY MONY (24.03.2005). (5.º sencillo)
- No Boy, No Cry (08.06.2005). (6.º sencillo)
- Sharol wa Blue (24.05.2006). (7.º sencillo)
- Let It Rock (02.08.2006). (8.º sencillo)
- I Wanna Be (04.06.2008). (9.º sencillo)
- Stay Young / Genpatsu Song (05.11.2011). (10.º sencillo)
- SHE (08.07.2015). (11.º sencillo)
- Yume no Gakudan / Pēpāsukurīn Daiarī (01.04.2017). (12.º sencillo)
- Tamashii no Uta / Mother Lake (15.07.2018). (13.er sencillo)
- Shimokitazawa Ereji / Haru no Michishirube (13.07.2019). (14.º sencillo)
- Sekai Zenmetsu (23.11.2021). (15.º sencillo)

### Álbumes tributo
- THE BLUE HEARTS 2002 TRIBUTE (28.08.2002)
- Erefantokashimashi kavu~āarubamu hanaotoko (19.03.2003)
- X THE STREET (16.12.2004)
- THE MODS TRIBUTE SO WHAT!! Vol.2 (21.06.2006)
- Oi Oi Oi-Tribute To Cobra (10.11.2010)

## Vídeos y DVD
- Ichigeki Hissatsu (11.06.2003).
- PV/DV manía! (07.12.2005).
- 10th Anniversary ONEMAN LIVE (10.12.2008).
- SHE CD, Bakuretsu LIVE 2013 (08.07.2015)
- Yaneura the last (00.00.2015).
- 20th Anniversary Hinotama Sengen Festival (22.09.2018).
- Save the Last Dance for Me! 2021.08.14 LIVE AT CLUB CITTA (23.11.2021).
- Changes Tour Final (13.08.2023).
- 25th Anniversary SUPER LIVE!! 2023.12.03 SHIBUYA CLUB QUATTRO (25.09.2024).

## Videoclips
- Kusottare Kaihou Ku (2002)
- Saitei Saikou 999 (2003)
- Lost Boys March (2004)
- 19Roll (2004)
- Mony Mony Mony (2005)
- No Boy, No Cry (2005)
- Ikareta Boogie (2005)
- Sharol Wa Blue (2006)
- Let it Rock (2006)
- Monkey Seventeen (2006)
- Kuroi Boots (2008)
- I Wanna Be (2008)
- I Wanna Be (LIVE Ver.) (2008)
- The World Is Mine (2010)
- Stay Young (2013)
- Otona Ni Nante Naru Mon Ka (2015)
- Yume No Gakudan (2017)
- Sekai Zenmetsu (2022)
- D.O.A (I Don’t Wanna Die) (2023)
- Pool (2024)